# Buccinum
Buccinum Linnaeus, 1758 è un genere di molluschi gasteropodi della sottoclasse Caenogastropoda.

## Etimologia
Il nome Buccinum deriva dal latino bucinum che significa "suono di tromba" ed infatti la forma arrotondata della conchiglia con la grande bocca ricorda appunto la tromba.

## Descrizione

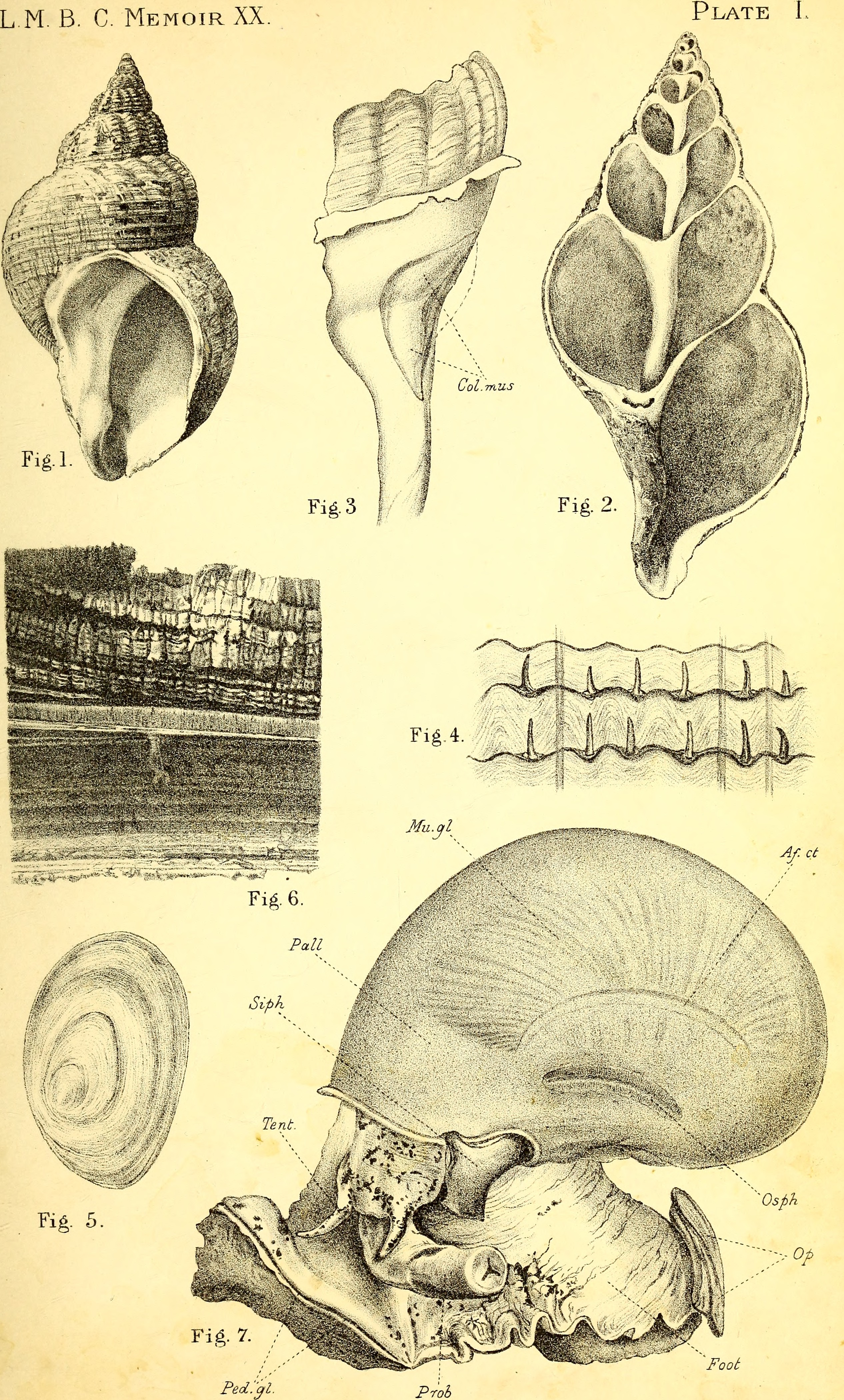
Anatomia del Buccinum.

Il Buccinum ha una conchiglia di forma ovata o ovato-conica con guglia moderata e appuntita. L'apertura è ovale o oblunga con una profonda tacca anteriore e senza canale sifonale. La columella è liscia, non appiattita, gonfia superiormente, e spesso ricoperta da un'ampia e appiattita callosità calcarea. A volte esiste una piega alla base della columella. Il labbro esterno è liscio, piuttosto sottile, a volte ricurvo e forma un margine all'esterno. L'opercolo è sottile e corneo, di forma ovata con striature concentriche.
Il corpo è di forma ovale, con un piede quasi sempre di grandi dimensioni, bilobato davanti e smarginato dietro. Il mantello è semplice, provvisto di sifone brachiale, sporgente, spesso, molto lungo e dorsale, uscente dall'emarginazione alla base della conchiglia. Testa piuttosto spessa, provvista di due tentacoli conici di media grandezza, che sostengono gli occhi sul lato esterno.
La radula è di tipo rachiglossa con un dente rachidiano mediano e due denti laterali. Ci sono ha 6 cuspidi sui denti rachidiani e 4 cuspidi sui denti laterali.
I buccini sono carnivori. I sessi sono separati con i gusci dei maschi che sono generalmente più piccoli e meno gonfi di quelli delle femmine. I maschi sono provvisti di un organo genitale piuttosto lungo che, in stato di riposo, si trova sotto il bordo destro del mantello.
Le uova sono generalmente unite insieme. A volte vengono sospinti e trasportati dalle onde a distanze molto lontane dai luoghi in cui si erano depositati.
I buccini sono distribuiti in tutti i mari. Le specie cresciute nei climi più caldi sono provviste di una colorazione più brillante. È considerato una specie commestibile ed è anche usato come esca dai pescatori. L'utilizzo come cibo avviene tuttora in particolare sulle coste del Mare del Nord e del Canale della Manica.
Secondo studi condotti sulla fauna abissale ed antartica i Buccini hanno avuto origine nel tardo Mesozoico.

## Tassonomia

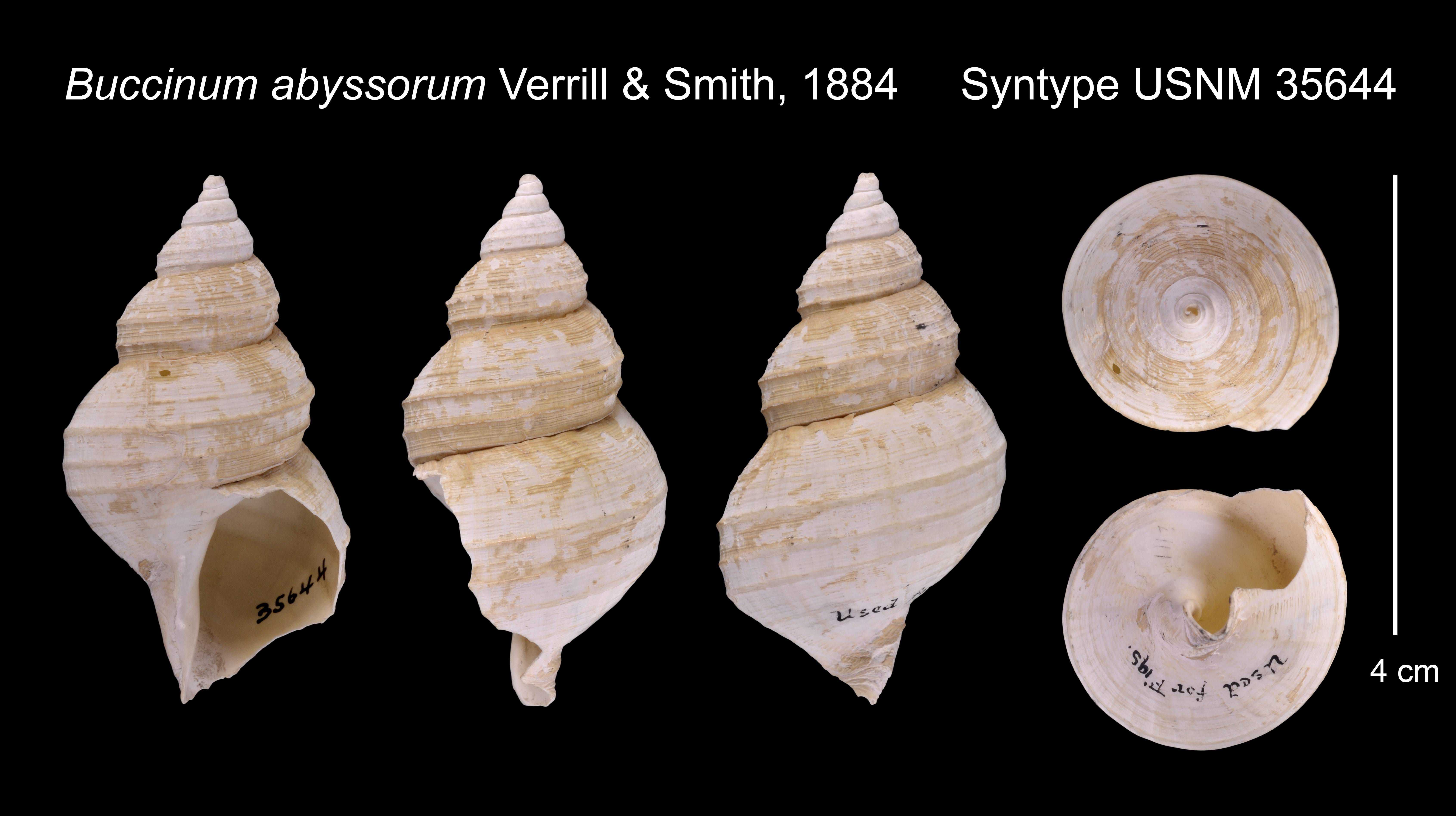
Buccinum abyssorum

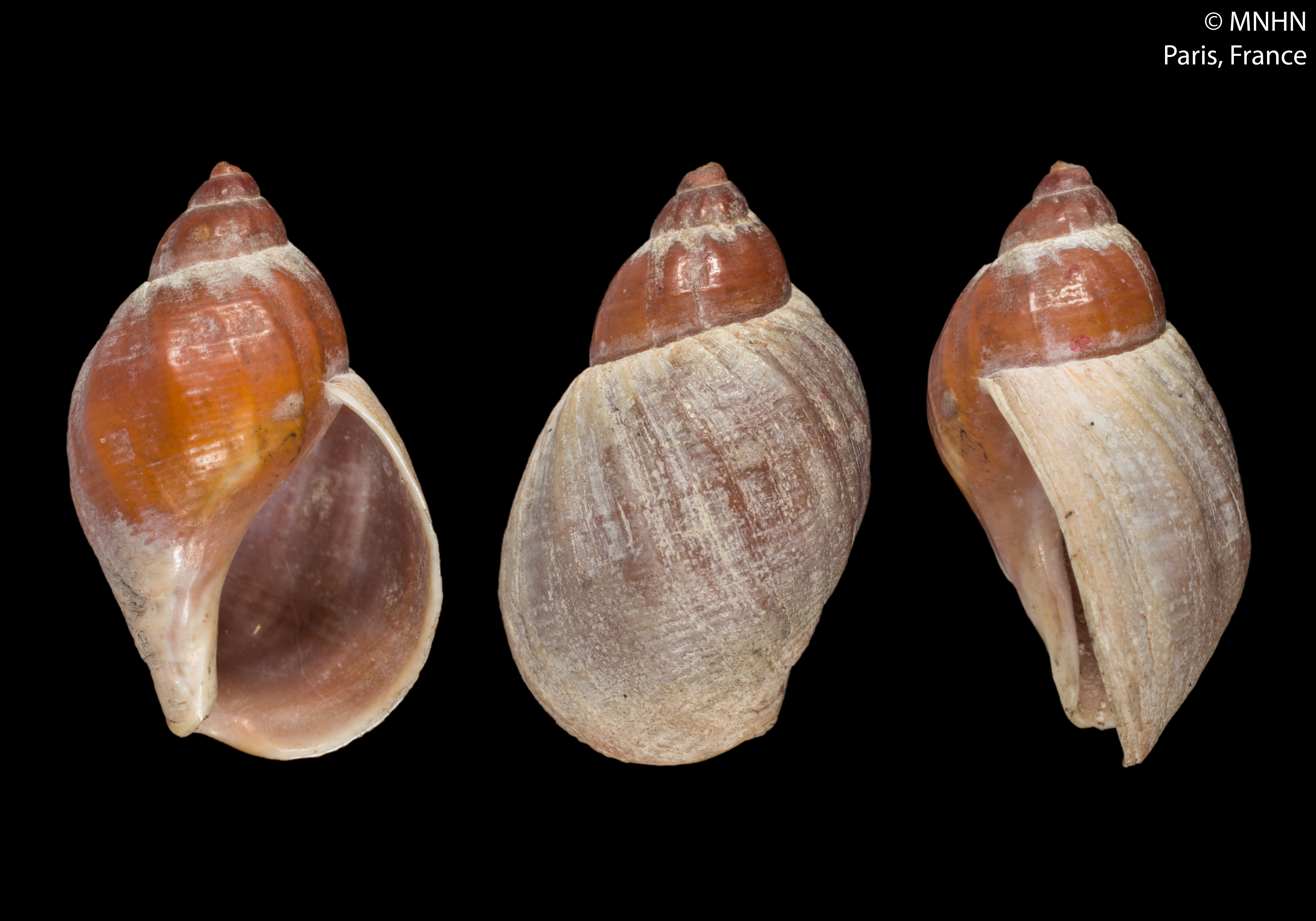
Buccinum baerii

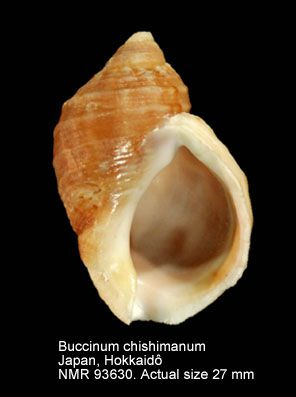
Buccinum chishimanum

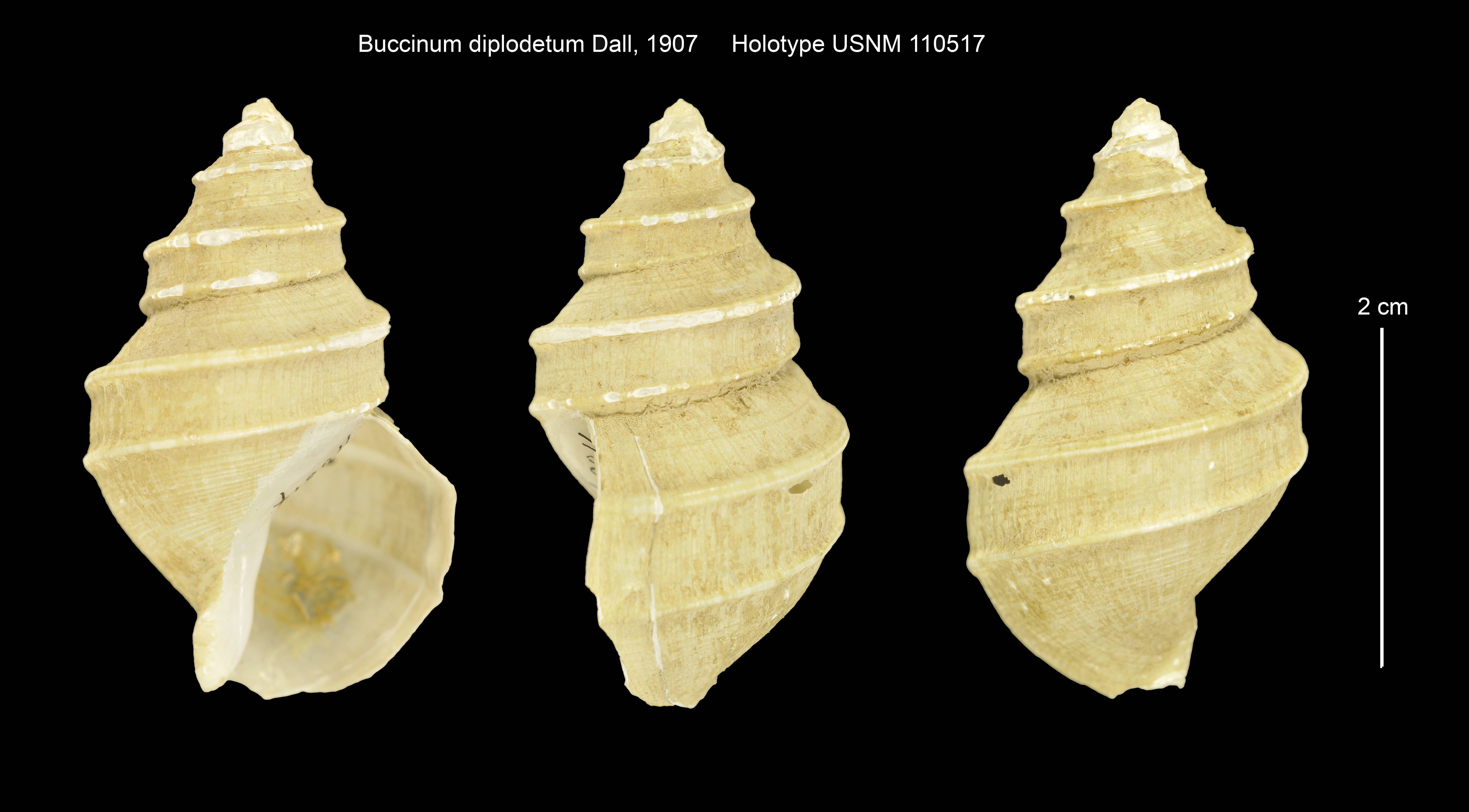
Buccinum diplodetum

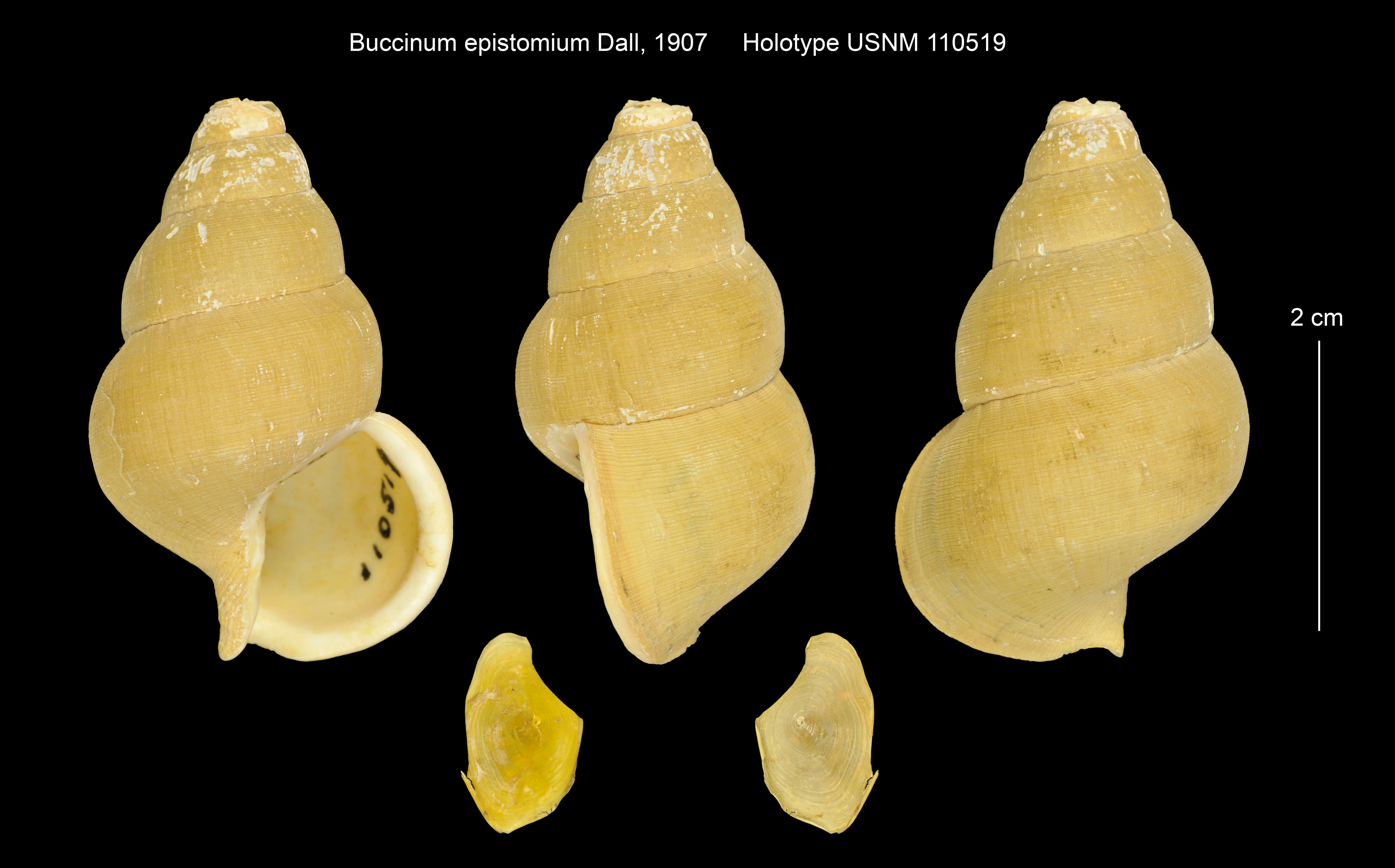
Buccinum epistomium

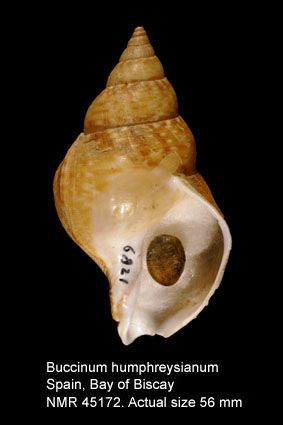
Buccinum humphreysianum

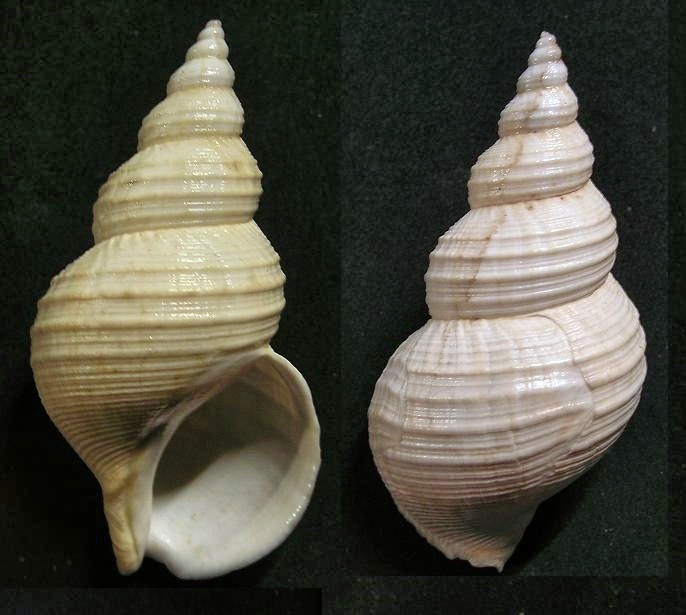
Buccinum leucostoma

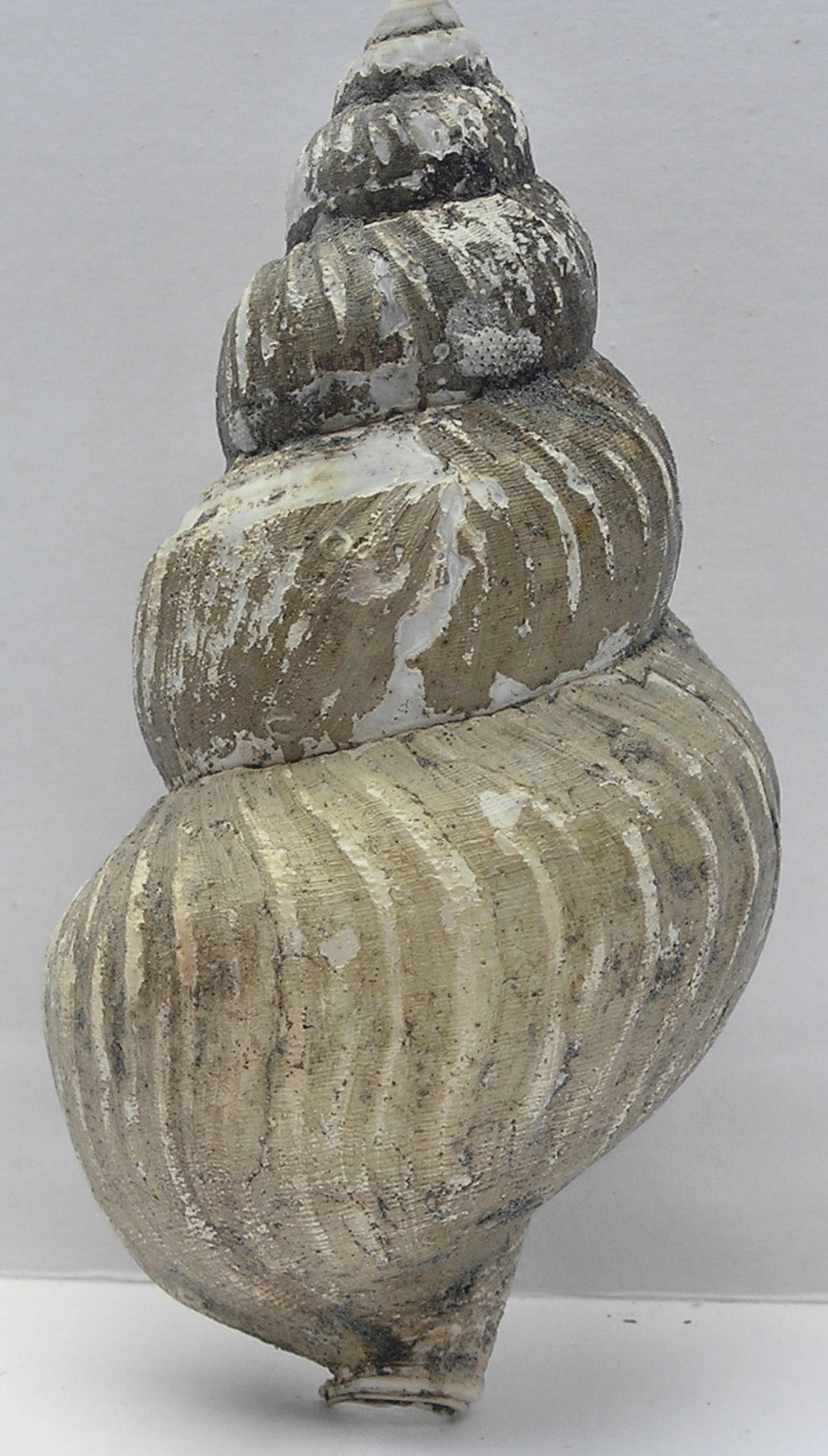
Buccinum oedematum

Il genere Buccinum conta 132 specie riconosciute:
- Buccinum abyssorum A.E. Verrill, 1884
- Buccinum acuminulatum Golikov, 1980
- Buccinum acutispiratum Dall, 1907
- Buccinum aleuticum Dall, 1895
- Buccinum angulosum J.E. Gray, 1839
- Buccinum aniwanum  Dall, 1907
- Buccinum araitonum Tiba, 1981
- Buccinum argillaceum Golikov & Gulbin, 1977
- Buccinum baeri (Middendorff, 1848)
- Buccinum bayani (Jousseaume, 1883)
- Buccinum belcheri Reeve, 1855
- Buccinum bombycinum Dall, 1907
- Buccinum boucheti Tiba, 1984
- Buccinum bulimuloideum Dall, 1907
- Buccinum byssinum Tiba, 1983
- Buccinum chartium Dall, 1919
- Buccinum chishimanum Pilsbry, 1904
- Buccinum ciliatum Fabricius, 1780
- Buccinum cnismatopleura Dall, 1919
- Buccinum cnismatum Dall, 1907
- Buccinum conoideum G.O. Sars, 1878
- Buccinum coronatum Golikov, 1980
- Buccinum costatum Golikov, 1980
- Buccinum crebricarinatum Lus, 1978
- Buccinum crebricostatum Lus, 1978
- Buccinum crenatum Golikov & Gulbin, 1977
- Buccinum cristatum Golikov & Sirenko, 1988
- Buccinum cyaneum Bruguiere, 1792
- Buccinum denseplicatum Golikov, 1980
- Buccinum diplodetum Dall, 1907
- Buccinum elegantum Golikov & Gulbin, 1977
- Buccinum epifragilum Tiba, 1983
- Buccinum epistomium Dall, 1907
- Buccinum eugrammatum Dall, 1907
- Buccinum felis Okutani, 1964
- Buccinum finmarkianum Verkrüzen, 1875
- Buccinum flavidum Golikov, 1980
- Buccinum fragile G. O. Sars, 1878
- Buccinum frausseni Alexeyev & Gornichnykh, 2009
- Buccinum fringillum Dall, 1877
- Buccinum frustulatum Golikov, 1980
- Buccinum fukureum Habe & Ito, 1976
- Buccinum glaciale Linnaeus, 1761
- Buccinum habui Tiba, 1984
- Buccinum hertzensteini Verkruzen, 1882
- Buccinum hosoyai Habe & Ito, 1965
- Buccinum humphreysianum Bennett, 1825
- Buccinum hydrophanum Hancock, 1846
- Buccinum isaotakii Kira, 1962
- Buccinum japonicum A. Adams, 1861
- Buccinum jeffreysii Smith, 1875
- Buccinum kadiakense Dall, 1907
- Buccinum kashimanum Okutani, 1964
- Buccinum kawamurai Habe & Ito, 1965
- Buccinum kinukatsugai Habe & Ito, 1968
- Buccinum kjennerudae Bouchet & Warén, 1985
- Buccinum kobjakovae Golikov & Sirenko, 1988
- Buccinum koreana Choe, Yoon & Habe, 1992
- Buccinum koshikinum Okutani in Okutani, Tagawa & Horikawa, 1988
- Buccinum kurilense Golikov & Sirenko, 1988
- Buccinum kushiroense Habe & Ito, 1976
- Buccinum lamelliferum Lus, 1976
- Buccinum leucostoma Lischke, 1872
- Buccinum limnoideum Dall, 1907
- Buccinum lischkeanum Loebbecke, 1881
- Buccinum longifiliare  Tiba, 1983
- Buccinum lyperum Dall, 1919
- Buccinum macleani  R. N. Clark, 2019
- Buccinum maehirai Tiba, 1980
- Buccinum maltzani Pfeffer, 1886
- Buccinum micropoma Thorson, 1944
- Buccinum middendorfii Verkruzen, 1882
- Buccinum mirandum Smith, 1875
- Buccinum miyauchii Azuma, 1972
- Buccinum mizutanii Habe & Ito, 1970
- Buccinum mysticum Shikama, 1963
- Buccinum nipponense Dall, 1907
- Buccinum nivale Friele, 1882
- Buccinum nodocostum Tiba, 1984
- Buccinum oblitum Sykes, 1911
- Buccinum ochotense (Middendorff, 1848)
- Buccinum oedematum Dall, 1907
- Buccinum opisoplectum Dall, 1907
- Buccinum orotundum Dall, 1907
- Buccinum osagawai Habe & Ito, 1968
- Buccinum parvulum Verkrüzen, 1875
- Buccinum pemphigus Dall, 1907
- Buccinum percrassum Dall, 1883
- Buccinum physematum Dall, 1919
- Buccinum planeticum Dall, 1919
- Buccinum plectrum Stimpson, 1865
- Buccinum polare J.E. Gray, 1839
- Buccinum polium Dall, 1907
- Buccinum pulchellum G.O. Sars, 1878
- Buccinum rarusum Tiba, 1984
- Buccinum rhodium Dall, 1919
- Buccinum rossellinum Dall, 1919
- Buccinum rossicum  Dall, 1907
- Buccinum sagamianum Okutani, 1977
- Buccinum sakhalinense Dall, 1907
- Buccinum scalariforme Moller, 1842
- Buccinum schantaricum (Middendorff, 1848)
- Buccinum shiretokoensis Habe & Ito, 1976
- Buccinum sigmatopleura Dall, 1907
- Buccinum simplex (Middendorff, 1848)
- Buccinum simulatum Dall, 1907
- Buccinum solidum Golikov & Sirenko, 1988
- Buccinum striatellum Golikov, 1980
- Buccinum striatissimum G.B. Sowerby III, 1899
- Buccinum strigillatum Dall, 1891
- Buccinum subreticulatum Habe & Ito, 1965
- Buccinum superangulare Thorson & Oskarsson in Oskarsson, 1962
- Buccinum suzumai Habe & Ito, 1980
- Buccinum takagawai Habe & Ito, 1972
- Buccinum tenellum Dall, 1883
- Buccinum tenuissimum Kuroda in Teramachi, 1933
- Buccinum tenuisulcatum Golikov & Gulbin, 1977
- Buccinum terebriforme Habe & Ito, 1980
- Buccinum terraenovae (Beck in Mörch, 1869)
- Buccinum thermophilum Harasewych & Kantor, 2002
- Buccinum trecostatum Tiba, 1980
- Buccinum tsubai  Kuroda, 1933
- Buccinum tumidulum G.O. Sars, 1878
- Buccinum undatum Linnaeus, 1758
- Buccinum unuscarinatum Tiba, 1981
- Buccinum verkruzeni Kobelt, 1882
- Buccinum viridum Dall, 1889
- Buccinum wakuii Ito & Habe, 1980
- Buccinum yokomaruae Yamashita & Habe, 1965
- Buccinum yoroianum Ozaki, 1958
- Buccinum zelotes Dall, 1907